# Riga Mustapha
Rahamat 'Riga' Mustapha (Accra, 10 oktober 1981) is een in Ghana geboren Nederlandse voormalige
voetballer. Hij was een centrale aanvaller en kwam uit de jeugdopleiding van Sparta Rotterdam.
Op zestienjarige leeftijd ging Mustapha met zijn toenmalige jeugdtrainer Mike Snoei mee naar Vitesse. Toen hij 17 jaar was maakte hij daar zijn debuut in het eerste elftal. In 2000 vertrok hij voor een half seizoen naar RBC Roosendaal, om voor twee en een half seizoenen terug te keren bij Vitesse. Voor Vitesse speelde hij onder andere de Europa Cup tegen Werder Bremen en Liverpool en was topscorer in de voorbereiding onder Ronald Koeman. In 2003 tekende hij een contract bij Sparta Rotterdam, waarmee hij in het tweede seizoen promotie afdwong naar de eredivisie. Riga vormde tijdens dat seizoen het spitsentrio met Danny Koevermans en Ricky van den Bergh. Het trio was samen goed voor 72 competitietreffers, waarvan Riga er 26 voor zijn rekening nam.
Met ingang van seizoen 2005/06 begon hij aan zijn internationale loopbaan.  Hij voetbalde eerst bij Levante UD waar hij scoorde tegen ploegen zoals Barcelona. In het eerste seizoen scoorde hij elf doelpunten, in het tweede negen en in het derde vijftien.
Op 24 juli 2008 werd bekend dat hij vanaf seizoen 2008/2009 uit ging komen voor het op dat moment in de Premier League spelende Bolton Wanderers. Eind maart 2011 keerde hij terug naar Spanje, bij FC Cartagena.
In oktober 2013 ging Riga naar Pune FC, in India; op dat moment de club van zijn ex-trainer (bij Sparta en Vitesse) Mike Snoei.
Inmiddels heeft hij een punt achter zijn carrière gezet. In november 2015 werd hij aangesteld als algemeen directeur van de net uit de hoogste klasse gedegradeerde Ghanese voetbalclub BA United.

## Clubstatistieken
| seizoen | club                | land               | competitie         | duels | goals |
| ------- | ------------------- | ------------------ | ------------------ | ----- | ----- |
| 1998/99 | Vitesse             | Vlag van Nederland | Eredivisie         | 1     | 0     |
| 1999/00 | Vitesse             | Vlag van Nederland | Eredivisie         | 7     | 0     |
| 2000/01 | → RBC Roosendaal    | Vlag van Nederland | Eredivisie         | 8     | 0     |
| 2001/02 | Vitesse             | Vlag van Nederland | Eredivisie         | 6     | 1     |
| 2002/03 | Vitesse             | Vlag van Nederland | Eredivisie         | 17    | 0     |
| 2003/04 | Sparta              | Vlag van Nederland | Eerste divisie     | 32    | 4     |
| 2004/05 | Sparta              | Vlag van Nederland | Eerste divisie     | 36    | 26    |
| 2005/06 | Levante UD          | Vlag van Spanje    | Segunda División A | 38    | 11    |
| 2006/07 | Levante UD          | Vlag van Spanje    | Primera División   | 33    | 9     |
| 2007/08 | Levante UD          | Vlag van Spanje    | Primera División   | 33    | 15    |
| 2008/09 | Bolton Wanderers FC | Vlag van Engeland  | Premier League     | 17    | 0     |
| 2009/10 | Bolton Wanderers FC | Vlag van Engeland  | Premier League     | 1     | 0     |
| 2010/11 | Bolton Wanderers FC | Vlag van Engeland  | Premier League     | 0     | 0     |
| 2010/11 | FC Cartagena        | Vlag van Spanje    | Segunda División A | 10    | 0     |
| 2013/14 | Pune FC             | Vlag van India     | i-League           | 17    | 7     |
| Totaal  | Totaal              | Totaal             | Totaal             | 256   | 62    |